# X2000 (film)
Pour les articles homonymes, voir X2000.
Pour plus de détails, voir Fiche technique et Distribution.
X2000 est un court métrage français réalisé par François Ozon en 1998.

## Fiche technique
- Réalisation : François Ozon
- Scénario : François Ozon
- Chef opérateur : Pierre Stoeber
- Durée : 8 minutes

## Distribution
- Bruno Slagmulder : L'homme
- Denise Aron-Schropfer : La femme
- Lucia Sanchez : L'amante
- Flavien Coupeau : L'amant
- Lionel Le Guevellou : Un jumeau
- Olivier Le Guevellou : L'autre jumeau